# Karl Ulmer
Karl Ulmer, nemški filozof, * 24. avgust 1915, Hamburg; † 13. april 1981, Dunaj.

## Življenje
Ulmer je izviral iz družine trgovcev in znanstvenikov. Gimnazijo je obiskoval na ugledni hamburški Gelehrtenschule des Johanneums. Ob branju Kanta, Hegla in Kierkegaarda se je navdušil nad filozofijo ter se odločil za ta študij. Poleg filozofije je študiral še zgodovino in germanistiko v Hamburgu, Kölnu in v Freiburgu, poleg tega pa je poslušal tudi predavanja iz matematike in fizike. Med vojaško službo je promoviral 1940. v Kölnu z delom »Pomen kopule pri Aristotelu« ter se habilitiral 1944. pri Martinu Heideggerju s temo »Resnica, umetnost in narava pri Aristotelu. Prispevek k razjasnitvi metafizičnega porekla moderne tehnike.« 1957. je postal izredni, 1962. pa redni profesor filozofije na Univerzi v Tübingenu. 1970. je prevzel profesuro filozofije na Univerzi na Dunaju. 

## Delo

### Seznam del
- Wahrheit, Kunst und Natur bei Aristoteles. Ein Beitrag zur Aufklärung der metaphysischen Herkunft der modernen Technik, 1954
- Von der Sache der Philosophie, 1959
- Nietzsche. Einheit und Sinn seines Werkes, 1962 (COBISS)
- Die Wissenschaften und die Wahrheit. Ein Rechenschaftsbericht der Forschung, 1966 (COBISS)
- Philosophie der modernen Lebenswelt, 1972
- (Hrsg. mit Wolf Häfele und Werner Stegmaier): Bedingungen der Zukunft. ein naturwissenschaftlich-philosophischer Dialog, 1987